# Трушина, Тамара Васильевна
Тама́ра Васи́льевна Тру́шина (15 декабря 1923, д. Кузнецы, Егорьевский уезд, Московская губерния — 3 января 1990) — советская актриса театра и кино. Заслуженная артистка Белорусской ССР (1961).

## Биография
Родилась 15 декабря 1923 года в деревне Кузнецы (ныне Московская область).
В 1946 году после окончания Московского городского театрального училища начала работать в театрах Душанбе и Брестском областном драматическом театре.
В 1948—1965 годах работала в Государственном русском драматическом театре Белорусской ССР.
В основном исполняла острохарактерные и комедийные роли.
В 1965—1979 годах работала в Московском концертном объединении.
Умерла 3 января 1990 года. Похоронена на Введенском кладбище вместе с мужем, народным артистом Белорусской ССР Евгением Александровичем Карнауховым (1917—1984).

## Творчество

### Театральные работы

#### Государственный русский драматический театр Белорусской ССР
- «Мещане» М. Горького — Татьяна
- «Пигмалион» Д. Б. Шоу — мисс Пирс
- «Хитроумная влюблённая» Лопе де Вега — Белисса
- «Доктор философии» Б. Нушича — сойка
- «Каменное гнездо» Х. Вуолийоки — Сандра Марьянен
- «Не называя фамилий» В. Минко — Диана Михайловна
- «Проводы белых ночей» В. Ф. Пановой — мать Валерика
- «Безупречная репутация» М. Смирновой — Тася
- «Четверо под одной крышей» М. Крайндель — Инна Модестовна
- «Дикари» С. В. Михалкова — Зоя Шубейкина
- «За другим фронтом» В. Н. Собко — Мари-Клер

### Фильмография
- 1955 — Зелёные огни — тётя Сосновского
- 1955 — Посеяли девушки лён — Марья Захаровна
- 1956 — Миколка-паровоз — фрау Амалия, учительница немецкого языка, переводчица
- 1957 — Наши соседи — женщина в столе справок, новая сотрудница
- 1958 — Часы остановились в полночь — немецкий врач
- 1960 — Весенние грозы — Боровская
- 1962 — Только не сейчас — мама
- 1965 — Рано утром — представитель районо (в титрах указана как Т. Трошина)
- 1967 — Бабье царство — Марфа Петровна Кизяева, провальный кандидат в председатели колхоза, «положительно зарекомендовавшая себя в эвакуации»
- 1970 — Интеграл — бабуся-невеста
- 1971 — Русское поле — Стеша
- 1973 — Кортик — Агриппина Тихоновна, тётя Генки
- 1974 — Рассказы о Кешке и его друзьях — Тамара, подруга тёти Люси
- 1976 — Всего одна ночь — «заботливая» соседка Ниночки
- 1976 — Цветы для Оли — учительница, танцевавшая на выпускном вечере